# خفج مملد
خفج مملد (الاسم العلمي: Diplotaxis viminea) هو نوع من النباتات تتبع جنس الخفج من الفصيلة الكرنبية.